# Liste der denkmalgeschützten Objekte in Zellerndorf
Die Liste der denkmalgeschützten Objekte in Zellerndorf enthält die 41 denkmalgeschützten, unbeweglichen Objekte der Gemeinde Zellerndorf in Niederösterreich (Bezirk Hollabrunn).

## Denkmäler
| Foto |                 | Denkmal                                                                                      | Standort                                             | Beschreibung | Metadaten |
| ---- | --------------- | -------------------------------------------------------------------------------------------- | ---------------------------------------------------- | --- | --- |
| ja   | Datei hochladen | Anlage Schloss Deinzendorf mit östlich liegendem Wirtschaftsgebäude HERIS-ID: 26025seit 2021 | Deinzendorf 1 Standort KG: Deinzendorf               | Der einstöckige, um einen Hof gruppierte Bau mit seinen umfangreichen Wirtschaftsgebäuden stammt in der heutigen Form aus der Zeit um 1670. | BDA-Hist.: Q107486641 Status: Bescheid Stand der BDA-Liste: 2025-06-30 Name: Anlage Schloss Deinzendorf mit östlich liegendem Wirtschaftsgebäude GstNr.: 4/1 Schloss Deinzendorf                                   |
| ja   | Datei hochladen | katholische Pfarrkirche Heilige Dreifaltigkeit HERIS-ID: 26022 Objekt-ID: 22476              | gegenüber Deinzendorf 3 Standort KG: Deinzendorf     | Die Pfarrkirche hl. Dreifaltigkeit ist eine josephinische Saalkirche, erbaut in den Jahren 1786–1788. Der klassizistische Bau hat einen eingezogenen Rechteckchor und einen vorstehenden Westturm mit Uhrengiebel und Pyramidenhelm. Sie verfügt über ein umlaufendes Traufgesims, Segmentbogenfenster und eine schlichte Westfassade mit einem geschweiften Blendgiebel. | BDA-Hist.: Q23952307 Status: § 2a Stand der BDA-Liste: 2025-06-30 Name: katholische Pfarrkirche Heilige Dreifaltigkeit GstNr.: 1 Pfarrkirche Deinzendorf                                                           |
| ja   | Datei hochladen | ehemaliger Pfarrhof HERIS-ID: 26023 Objekt-ID: 22477                                         | Deinzendorf 4 Standort KG: Deinzendorf               | Der ehemalige Pfarrhof ist ein eingeschoßiger Bau aus dem späten 18. Jahrhundert. Er zeigt ein Doppeladler-Relief in der Lünette über der Eingangstüre. Er hat ein rundbogiges Einfahrtstor mit Schuppendekor und eine Freitreppe, die zur Eingangstür führt. | BDA-Hist.: Q37898561 Status: § 2a Stand der BDA-Liste: 2025-06-30 Name: ehemaliger Pfarrhof GstNr.: 220/1 |
| ja   | Datei hochladen | Figur heiliger Florian HERIS-ID: 26021 Objekt-ID: 22475                                      | vor Deinzendorf 4 Standort KG: Deinzendorf           | Aus dem 19. Jahrhundert stammt die Statue des hl. Florian vor dem ehemaligen Pfarrhof. | BDA-Hist.: Q37898539 Status: § 2a Stand der BDA-Liste: 2025-06-30 Name: Figur heiliger Florian GstNr.: 1596/8 Florian Deizendorf (Gemeinde Zellerndorf)                                                            |
| ja   | Datei hochladen | Wohnhaus, Bauernhaus HERIS-ID: 26027 Objekt-ID: 22481                                        | Deinzendorf 58 Standort KG: Deinzendorf              | Das stattliche, zweigeschoßige Bauernhaus verfügt über Fassadendekor aus dem frühen 19. Jahrhundert. Es hat eine tonnengewölbte Einfahrt und ein Korbbogenportal mit aufgedoppelten Sonnen. Hofseitig sind geschwungene Fenstersohlbänke des 17. Jahrhunderts zu sehen. | BDA-Hist.: Q37898603 Status: Bescheid Stand der BDA-Liste: 2025-06-30 Name: Wohnhaus, Bauernhaus GstNr.: 196/1 |
| ja   | Datei hochladen | Figur Maria Immaculata HERIS-ID: 26031 Objekt-ID: 22485                                      | Deinzendorf 69, in der Nähe Standort KG: Deinzendorf | Die Statue der Maria Immaculata stammt aus dem 18. Jahrhundert. Sie steht auf einem erneuerten Sockel an einer Brücke im nördlichen Ortsteil. | BDA-Hist.: Q37898611 Status: § 2a Stand der BDA-Liste: 2025-06-30 Name: Figur Maria Immaculata GstNr.: 1639 |
| ja   | Datei hochladen | Friedhofskapelle HERIS-ID: 26026 Objekt-ID: 22480                                            | Standort KG: Deinzendorf                             | Die Friedhofskapelle stammt aus dem 19. Jahrhundert. | BDA-Hist.: Q37898592 Status: § 2a Stand der BDA-Liste: 2025-06-30 Name: Friedhofskapelle GstNr.: 1849 Cemetery Chapel (Deinzendorf, municipality Zellerndorf)                                                      |
| ja   | Datei hochladen | Weißes Kreuz HERIS-ID: 26032 Objekt-ID: 22486                                                | Standort KG: Deinzendorf                             | Das sogenannte Weiße Kreuz ist ein Wegkreuz aus der ersten Hälfte des 19. Jahrhunderts. | BDA-Hist.: Q37898619 Status: § 2a Stand der BDA-Liste: 2025-06-30 Name: Weißes Kreuz GstNr.: 1701 |
| ja   | Datei hochladen | Ortskapelle HERIS-ID: 5606 Objekt-ID: 1477                                                   | neben Dietmannsdorf 50 Standort KG: Dietmannsdorf    | Die im südlichen Ortsteil gelegene Ortskapelle von Dietmannsdorf, ein einfacher Bau mit Südturm, wurde vermutlich im beginnenden 19. Jahrhundert errichtet. Sie verfügt über putzfaschengerahmte Segmentbogenfenster sowie über einen Turm mit Glockenhelm, Laterne und schlankem Spitzgiebel. Der Innenraum hat ein Kreuzgratgewölbe auf Wandpfeilern. Der nachbarocke Altar ist mit einem Mariengnadenbild ausgestattet. | BDA-Hist.: Q37844990 Status: § 2a Stand der BDA-Liste: 2025-06-30 Name: Ortskapelle GstNr.: 372 Ortskapelle Dietmannsdorf (Gemeinde Zellerndorf)                                                                   |
| ja   | Datei hochladen | Figurenbildstock, Pietà HERIS-ID: 5604 Objekt-ID: 1475                                       | Standort KG: Dietmannsdorf                           | Auf abgefastem Pfeiler mit rechteckigem Aufsatz ruht die Figurengruppe Pietà aus dem 18. Jahrhundert. Die Bezeichnung Postwegmarterl lässt darauf schließen, dass an dem Bildstock im 18. Jahrhundert der Postweg von Wien nach Prag vorbeiführte. | BDA-Hist.: Q37844863 Status: § 2a Stand der BDA-Liste: 2025-06-30 Name: Figurenbildstock, Pietà GstNr.: 907 |
| ja   | Datei hochladen | Figurenbildstock, Gnadenstuhl HERIS-ID: 5605 Objekt-ID: 1476                                 | Standort KG: Dietmannsdorf                           | Über einem Sockel mit den Reliefs des hl. Antonius von Padua und des Erzengels Michael sowie der Datierung mit 1704 ruht auf einer Säule mit beachtenswertem Kapitell eine Dreifaltigkeitsdarstellung in Form eines Gnadenstuhls. | BDA-Hist.: Q37844944 Status: § 2a Stand der BDA-Liste: 2025-06-30 Name: Figurenbildstock, Gnadenstuhl GstNr.: 328/1                                                                                                |
| ja   | Datei hochladen | Gnadenstuhl HERIS-ID: 5611 Objekt-ID: 1482                                                   | vor Pillersdorf 40 Standort KG: Pillersdorf          | Aus der ersten Hälfte des 19. Jahrhunderts stammt die Figurengruppe Gnadenstuhl auf schlanker Säule über einem Würfelsockel. | BDA-Hist.: Q37845175 Status: § 2a Stand der BDA-Liste: 2025-06-30 Name: Gnadenstuhl GstNr.: 1157/1 |
| ja   | Datei hochladen | Kath. Filialkirche hll. Wolfgang und Alban HERIS-ID: 5610 Objekt-ID: 1481                    | Pillersdorf 51, in der Nähe Standort KG: Pillersdorf | Die Filialkirche hll. Wolfgang und Alban ist ein barocker Bau mit Westturm aus dem 18. Jahrhundert. Fassade und Turm verfügen über Segmentbogenfenster und Lisenengliederung. | BDA-Hist.: Q37845165 Status: § 2a Stand der BDA-Liste: 2025-06-30 Name: Kath. Filialkirche hll. Wolfgang und Alban GstNr.: 314 Filialkirche Pillersdorf                                                            |
| ja   | Datei hochladen | Kreuzigungsgruppe Kalvarienberg Pillersdorf HERIS-ID: 5608 Objekt-ID: 1479seit 2020          | bei B35 östlich Standort KG: Pillersdorf             | Auf dem Kalvarienberg zu Pillersdorf befindet sich eine barocke Kreuzigungsgruppe, die laut Inschrift im Jahre 1730 errichtet wurde. | BDA-Hist.: Q105623145 Status: Bescheid Stand der BDA-Liste: 2025-06-30 Name: Kreuzigungsgruppe Kalvarienberg Pillersdorf GstNr.: 246 NÖ-Naturdenkmal HL-067 Kalvarienberg und die darauf befindlichen Trockenrasen |
| ja   | Datei hochladen | Bildstock HERIS-ID: 5609 Objekt-ID: 1480                                                     | Standort KG: Pillersdorf                             | Der Bildstock südwestlich des Ortes ist ein reliefierter klassizistischer Pfeiler mit Quaderaufsatz und abschließendem Steinkreuz aus dem Jahre 1669. Im Pfeiler sind Reliefs der Leidenswerkzeuge von Ende des 18. Jahrhunderts zu sehen, im Quaderaufsatz Reliefs des Erzengels Michael und der hl. Helena. | BDA-Hist.: Q37845145 Status: § 2a Stand der BDA-Liste: 2025-06-30 Name: Bildstock GstNr.: 1180/3 Bildstock Pillersdorf, Gemeinde Zellerndorf                                                                       |
| ja   | Datei hochladen | Fundzone Brunnfeld HERIS-ID: 59848 Objekt-ID: 71473                                          | Brunnfeld Standort KG: Platt                         | In der Fundzone Brunnfeld wurden bei Rettungsgrabungen ab 2001 unter der Leitung der Prähistorikerin Barbara Wewerka unter anderem Siedlungsobjekte der Notenkopfkeramik und ein etwa 4000 Jahre altes Skelett einer jungen Frau geborgen. | BDA-Hist.: Q38088943 Status: Bescheid Stand der BDA-Liste: 2025-06-30 Name: Fundzone Brunnfeld GstNr.: 3664/11, 3664/12, 3664/17, 3664/19, 3664/22, 3664/23, 3664/24, 3664/26, 3664/27, 3664/28, 3664/29           |
| ja   | Datei hochladen | katholische Pfarrkirche heiliger Ulrich HERIS-ID: 5612 Objekt-ID: 1483                       | gegenüber Platt 57 Standort KG: Platt                | Die Pfarrkirche hl. Ulrich ist ein frühhistoristischer Bau aus dem Jahre 1849 die im Jahre 1986 restauriert wurde. Sie hat ein hohes Langhaus mit Rundapsis sowie einen durch Pilaster gegliederten Turm, der sich geschoßweise nach oben stark verjüngt und von einem Kuppeldach abgeschlossen wird. | BDA-Hist.: Q19367426 Status: § 2a Stand der BDA-Liste: 2025-06-30 Name: katholische Pfarrkirche heiliger Ulrich GstNr.: 2392 Pfarrkirche Platt                                                                     |
| ja   | Datei hochladen | Glockenturm HERIS-ID: 5613 Objekt-ID: 1484                                                   | Platt 141 Standort KG: Platt                         | Der Glockenturm auf dem Anger ist der Rest der ehemaligen Pfarrkirche aus dem späten 18. Jahrhundert. Er zeigt einen dreizonigen Aufbau mit gebändertem Erdgeschoß, monumentalen Pilastern, ovalen Okuli und Uhrengiebeln. | BDA-Hist.: Q37845192 Status: § 2a Stand der BDA-Liste: 2025-06-30 Name: Glockenturm GstNr.: 128 Glockenturm Platt                                                                                                  |
| ja   | Datei hochladen | Wegkapelle HERIS-ID: 5614 Objekt-ID: 1485                                                    | Standort KG: Platt                                   | Die Staudinger-Kapelle ist ein schlichter Bau mit geschweiftem Blendgiebel, der mit 1832 bezeichnet ist. Auf dem Altar steht eine Marienstatue. Die Kapelle steht an der Straße von Platt nach Roseldorf. | BDA-Hist.: Q37845236 Status: § 2a Stand der BDA-Liste: 2025-06-30 Name: Wegkapelle GstNr.: 3126 |
| ja   | Datei hochladen | Pietà HERIS-ID: 5617 Objekt-ID: 1488                                                         | Standort KG: Platt                                   | An der Straße nach Roseldorf unmittelbar an der Gemeindegrenze steht das Urlauber-Kreuz, eine Bildsäule aus dem Jahre 1696 mit der Figurengruppe Pietà. | BDA-Hist.: Q37845259 Status: § 2a Stand der BDA-Liste: 2025-06-30 Name: Pietà GstNr.: 3126 |
| ja   | Datei hochladen | Figur heiliger Johannes Nepomuk HERIS-ID: 5618 Objekt-ID: 1489                               | Standort KG: Platt                                   | Auf geschwungenem Sockel mit Wappenkartusche steht die Figur des hl. Johannes Nepomuk aus der Mitte des 18. Jahrhunderts. Die Sockelinschrift 1839 bezeichnet ein Renovierungsdatum. | BDA-Hist.: Q37845281 Status: § 2a Stand der BDA-Liste: 2025-06-30 Name: Figur heiliger Johannes Nepomuk GstNr.: 3256 Platt Statue Johannes Nepomuk                                                                 |
| ja   | Datei hochladen | Ehem. Mühlenanlage Reibenbacher HERIS-ID: 112000 Objekt-ID: 130047seit 2016                  | Watzelsdorf 21 Standort KG: Watzelsdorf              | Das heutige Gebäude wurde 1801 nach einem Brand unter Einbeziehung alter Teile errichtet. Anmerkung: Standortangabe bezieht sich auf die Grundstücke Nr. 432/1 und 432/2 bzw. auf die Hausnummern 21 und 23. | BDA-Hist.: Q37828089 Status: Bescheid Stand der BDA-Liste: 2025-06-30 Name: Ehem. Mühlenanlage Reibenbacher GstNr.: 434/3, 432/1, 432/2 Mühlenanlage Reibenbacher, Zellerndorf                                     |
| ja   | Datei hochladen | Kath. Pfarrkirche hl. Kreuzerhöhung HERIS-ID: 26037 Objekt-ID: 22491                         | bei Watzelsdorf 182 Standort KG: Watzelsdorf         | Die Pfarrkirche hl. Kreuzerhöhung ist ein klassizistischer josephinischer Bau aus dem Ende des 18. Jahrhunderts mit Nordturm. Fassade und Turm sind durch Lisenen und Bänder gegliedert. Der Bau hat Segmentbogenfenster und einen Turm mit Glockendach und Oculus im Mittelteil. | BDA-Hist.: Q37898701 Status: § 2a Stand der BDA-Liste: 2025-06-30 Name: Kath. Pfarrkirche hl. Kreuzerhöhung GstNr.: 197 Pfarrkirche Watzelsdorf                                                                    |
| ja   | Datei hochladen | Ehem. Vogthaus HERIS-ID: 111750 Objekt-ID: 129759                                            | Watzelsdorf 189 Standort KG: Watzelsdorf             | Das ehemalige Vogthaus ist ein stattlicher zweigeschoßiger Bau mit Walmdach und anschließenden Wirtschaftsgebäuden. Beide Geschoße werden durch ein umlaufendes Kordongesims getrennt. Er hat eine dreiachsige Straßenfront mit putzbandgerahmten Fenstern und gekehlten Fenstersohlbänken im Obergeschoß. Unter die Sohlbänke sind Pfeifenplatten konsolartig gesetzt und mittels gestuften, konkaven Putzschnitten verbunden. An der Ostkante der nach Nordost ausgerichteten Schaufassade des Sockelgeschoßes sind noch Reste einer genuteten Lisenengliederung erhalten. Der Bau ist wohl nachjosephinisch aus der Zeit um 1800. | BDA-Hist.: Q37826402 Status: Bescheid Stand der BDA-Liste: 2025-06-30 Name: Ehem. Vogthaus GstNr.: 173/1 |
| ja   | Datei hochladen | Bildstock HERIS-ID: 26033 Objekt-ID: 22487                                                   | Standort KG: Watzelsdorf                             | Der Pfeilerbildstock an der Straße von Watzelsdorf nach Guntersdorf hat einen abgefasten Pfeiler, einen reliefierten Quaderaufsatz und ein abschließendes Steinkreuz aus der Zeit um 1700. | BDA-Hist.: Q37898629 Status: § 2a Stand der BDA-Liste: 2025-06-30 Name: Bildstock GstNr.: 2479/2 Bildstock Johannisbergen Watzelsdorf, Gemeinde Zellerndorf                                                        |
| ja   | Datei hochladen | Bildstock HERIS-ID: 26034 Objekt-ID: 22488                                                   | Standort KG: Watzelsdorf                             | Der abgefaste Pfeiler mit Quaderaufsatz und abschließendem Steinkreuz stammt aus dem Jahre 1631. | BDA-Hist.: Q37898647 Status: § 2a Stand der BDA-Liste: 2025-06-30 Name: Bildstock GstNr.: 3321/2 |
| ja   | Datei hochladen | Ortskapelle HERIS-ID: 26036 Objekt-ID: 22490                                                 | Standort KG: Watzelsdorf                             | Der barocke Bau an der Straße von Watzelsdorf nach Guntersdorf aus der zweiten Hälfte des 18. Jahrhunderts hat einen geschweiften Blendgiebel, Ovalfenster und ein Korbbogenportal. | BDA-Hist.: Q37898685 Status: § 2a Stand der BDA-Liste: 2025-06-30 Name: Ortskapelle GstNr.: 2100 |
| ja   | Datei hochladen | Bildstock HERIS-ID: 26038 Objekt-ID: 22492                                                   | Standort KG: Watzelsdorf                             | Der Pfeilerbildstock mit abgefastem Pfeiler und Quaderaufsatz ist bezeichnet mit 1672. | BDA-Hist.: Q37898717 Status: § 2a Stand der BDA-Liste: 2025-06-30 Name: Bildstock GstNr.: 3292/1 Bildstock id. 22492 Watzelsdorf (Gemeinde Zellerndorf)                                                            |
| ja   | Datei hochladen | Presshaus HERIS-ID: 26042 Objekt-ID: 22497                                                   | Standort KG: Watzelsdorf                             | Das Presshaus steht östlich von Watzelsdorf an der Straße Richtung Pernersdorf. | BDA-Hist.: Q37898755 Status: Bescheid Stand der BDA-Liste: 2025-06-30 Name: Presshaus GstNr.: 1960/1 Presshaus Watzelsdorf, Gemeinde Zellerndorf                                                                   |
| ja   | Datei hochladen | Schlossmühle, ehemalige Feste Zellerndorf HERIS-ID: 5634 Objekt-ID: 1505                     | Zellerndorf 1 Standort KG: Zellerndorf               | Die Schlossmühle ist ein frühneuzeitlicher zwei- und dreigeschoßiger Gebäudekomplex mit Walmdächern aus dem 16./17. Jahrhundert. Sie verfügt über profilierte Fensterverdachungen und -sohlbänke sowie teilweise originale Steckgitter. | BDA-Hist.: Q37845808 Status: Bescheid Stand der BDA-Liste: 2025-06-30 Name: Schlossmühle, ehemalige Feste Zellerndorf GstNr.: 171 Schlossmühle (Zellerndorf, ObjektID: 1505)                                       |
| ja   | Datei hochladen | Pfarrhof HERIS-ID: 5632 Objekt-ID: 1503                                                      | Zellerndorf 14 Standort KG: Zellerndorf              | Die nachbarocke Anlage mit Wirtschaftsgebäuden stammt aus dem zweiten Viertel des 18. Jahrhunderts. Der Hoftorbogen ist mit 1734 bezeichnet. Links davon steht eine Kapelle aus dem beginnenden 19. Jahrhundert mit Satteldach und Dachreiter, profiliertem Segmentbogentor und Ovalfenstern. | BDA-Hist.: Q2082489 Status: § 2a Stand der BDA-Liste: 2025-06-30 Name: Pfarrhof GstNr.: 139 Pfarrhof Zellerndorf                                                                                                   |
| ja   | Datei hochladen | Aufnahmsgebäude Zellerndorf HERIS-ID: 26041 Objekt-ID: 22495                                 | Zellerndorf 245 Standort KG: Zellerndorf             | Das Aufnahmsgebäude ist ein zweigeschoßiger zehnachsiger Bau mit zweiachsigem dreieckübergiebelten Mittelrisalit. Es hat eine Eckquaderung im Obergeschoß und die Fenster sind mit Putzbändern gerahmt. | BDA-Hist.: Q37898740 Status: Bescheid Stand der BDA-Liste: 2025-06-30 Name: Aufnahmsgebäude Zellerndorf GstNr.: 4160 Aufnahmsgebäude Bahnhof Zellerndorf                                                           |
| ja   | Datei hochladen | Pietà HERIS-ID: 5619 Objekt-ID: 1490                                                         | Standort KG: Zellerndorf                             | Auf dem mit 1706 bezeichneten Quadersockel steht eine Säule mit der Figurengruppe Pietà. | BDA-Hist.: Q37845319 Status: § 2a Stand der BDA-Liste: 2025-06-30 Name: Pietà GstNr.: 4633 |
| ja   | Datei hochladen | Mariensäule HERIS-ID: 5621 Objekt-ID: 1492                                                   | Standort KG: Zellerndorf                             | Die Marien- oder Pestsäule weist in Inschriften im Sockelbereich auf das Ende der Seuche im Jahre 1713 hin. Auf der Säule befindet sich eine Darstellung Marias mit Kind. | BDA-Hist.: Q37845375 Status: § 2a Stand der BDA-Liste: 2025-06-30 Name: Mariensäule GstNr.: 4105/18 Mariensäule (Zellerndorf, ObjektID: 1492)                                                                      |
| ja   | Datei hochladen | Pietà HERIS-ID: 5623 Objekt-ID: 1494                                                         | Standort KG: Zellerndorf                             | Die Pietà – ein Sandsteinbildstock aus dem Jahre 1714 – steht auf einer Säule mit quadratischem Aufsatz über einem Sockel mit den Reliefs der hl. Rosalia und der Apostel Philipp und Jakob. | BDA-Hist.: Q37845403 Status: § 2a Stand der BDA-Liste: 2025-06-30 Name: Pietà GstNr.: 4134/3 Pillersdorfer Kellergasse - Geisler Kreuz Zellerndorf, Lower Austria                                                  |
| ja   | Datei hochladen | Figur heiliger Johannes Nepomuk HERIS-ID: 5625 Objekt-ID: 1496                               | Standort KG: Zellerndorf                             | Auf dem Weg vom Friedhof nach Zellerndorf steht die Figur des hl. Johannes Nepomuk auf einem Volutensockel mit Putten aus der zweiten Hälfte des 18. Jahrhunderts. | BDA-Hist.: Q37845472 Status: § 2a Stand der BDA-Liste: 2025-06-30 Name: Figur heiliger Johannes Nepomuk GstNr.: 4454 Statue heiliger Johannes Nepomuk (Zellerndorf, ObjektID: 1496)                                |
| ja   | Datei hochladen | Karner HERIS-ID: 5626 Objekt-ID: 1497                                                        | Standort KG: Zellerndorf                             | Aus der zweiten Hälfte des 14. Jahrhunderts stammt der gotische Karner in der Nähe der Pfarrkirche. Er hat ein durch Blendgiebel abgesetztes Pyramidendach mit abschließendem Steinkreuz über einem oktogonalen Bau mit Strebepfeilern. | BDA-Hist.: Q37845531 Status: § 2a Stand der BDA-Liste: 2025-06-30 Name: Karner GstNr.: 3369 Karner Zellerndorf |
| ja   | Datei hochladen | Kath. Pfarrkirche hll. Philipp und Jakob HERIS-ID: 5627 Objekt-ID: 1498                      | Standort KG: Zellerndorf                             | Die Pfarrkirche hll. Philipp und Jakob ist ein gotischer Bau mit stattlichem Westturm, einfachen gotischen Strebepfeilern und heruntergezogenem Satteldach, der in der ersten Hälfte des 14. Jahrhunderts vermutlich über frühmittelalterlichen Fundamenten errichtet und 1729 barockisiert wurde. Der fünfzonig gegliederte Turm hat Schießschartenluken und gekuppelte gotische Fenster, im Schallgeschoß Rundbogenfenster, darüber Uhrengiebel und Pyramidenhelm. | BDA-Hist.: Q37845604 Status: § 2a Stand der BDA-Liste: 2025-06-30 Name: Kath. Pfarrkirche hll. Philipp und Jakob GstNr.: 3369 Pfarrkirche Zellerndorf                                                              |
| ja   | Datei hochladen | Dreifaltigkeitssäule HERIS-ID: 5630 Objekt-ID: 1501                                          | Standort KG: Zellerndorf                             | Aus dem Jahre 1737 stammt die inzwischen mehrmals renovierte barocke Dreifaltigkeitssäule. Über einem Sockel mit dem Relief der Opferung Isaaks erhebt sich die mit Putten auf Wolkenbänken reliefierte Säule, die von der Figurengruppe der Dreifaltigkeit bekrönt wird. | BDA-Hist.: Q37845717 Status: § 2a Stand der BDA-Liste: 2025-06-30 Name: Dreifaltigkeitssäule GstNr.: 4104/28 Dreifaltigkeitssäule (Zellerndorf, ObjektID: 1501)                                                    |
| ja   | Datei hochladen | Bildsäule Wartberg HERIS-ID: 5631 Objekt-ID: 1502                                            | Standort KG: Zellerndorf                             | Der Sockel mit der Bildsäule Jesus in der Rast ist mit 1700 bezeichnet. | BDA-Hist.: Q37845730 Status: § 2a Stand der BDA-Liste: 2025-06-30 Name: Bildsäule Wartberg GstNr.: 4142/3 Bildsäule (Zellerndorf, Wartberg, ObjektID: 1502)                                                        |
| ja   | Datei hochladen | Bildstock HERIS-ID: 5635 Objekt-ID: 1506                                                     | Kellergasse Maulavern Standort KG: Zellerndorf       | Der Bildstock in der Kellergasse – ein abgefaster Pfeiler mit Quaderaufsatz und abschließendem Steinkreuz aus dem späten 17. Jahrhundert – zeigt unterhalb des Quaderaufsatzes das Relief einer Fleischerbraxe (mittelalterliches Zunftzeichen der Fleischer). Im Quader sind Reliefs der Pestheiligen Sebastian, Rochus und Rosalia zu sehen. | BDA-Hist.: Q37845840 Status: § 2a Stand der BDA-Liste: 2025-06-30 Name: Bildstock GstNr.: 4123 Bildstock (Zellerndorf, Kellergasse Maulavern, ObjektID: 1506)                                                      |